# Sára Fojt
Sára Fojt, née le 3 décembre 2003, est une kayakiste hongroise, double médaillée de bronze aux Jeux de 2024.

## Carrière
Lors des Jeux olympiques d'été de 2024, elle remporte deux médailles de bronze : en K2 500 m avec Noémi Pupp et le bronze en K4 500 m avec Tamara Csipes, Alida Dóra Gazsó et Pupp.